# Alexander Thieme
Alexander Thieme, född den 13 januari 1954 i Chemnitz, Sachsen, död 29 november 2016, var en östtysk friidrottare inom kortdistanslöpning.
Han tog OS-silver på 100 meters-stafetten vid friidrottstävlingarna 1976 i Montréal. 